# Syri i Kaltër
Syri i Kaltër (albanska för blå ögat) är en vattenkälla, ett naturligt fenomen, beläget nära staden Saranda i Albanien. Syri i Kaltër är en populär turistattraktion, med den över 50 meter djupa vattenkällan varifrån vatten bubblar upp till ytan. Hittills har dykare lyckats dyka ner till 50 meters djup i källan, men man har ännu inte kunnat ta reda på dess fulla djup. Vattentemperaturen är 12,75° C, med en maximal avvikelse på endast 0,15° C.